# Giulio Colomba
Giulio Colomba (Bordano, 27 luglio 1947) è un politico italiano.

## Biografia
Laureato in biologia e insegnante, politicamente aderisce al Partito Comunista Italiano fin dalla giovane età.
Nel 1976 viene eletto deputato con il PCI, confermando il proprio seggio - nella Circoscrizione Udine-Belluno-Gorizia-Pordenone - anche alle elezioni politiche del 1979, restando in carica a Montecitorio fino al 1983.
Nel 1985 è eletto consigliere comunale a Udine per il PCI, confermando il seggio anche nel 1990. Nel 1991 confluisce nel Partito Democratico della Sinistra, che rappresenta nel consiglio comunale udinese fino al 1995.
A fine anni '80 è, assieme a Carlo Petrini, uno dei fondatori di Slow Food, di cui ricopre la carica di vicepresidente .